# Ricordare
Ricordare è un mediometraggio del 2004 diretto da Gabriella Romano.
La pellicola è dedicata alla condizione umana delle persone omosessuali durante il periodo fascista.

## Trama
La narrazione (una docu-fiction) si avvale di interviste inedite a diverse persone che vissero durante quel periodo: fra loro anche Giuseppe B., confinato alle isole Tremiti per "pederastia".

## Riconoscimenti
- 2004 - Festival MIX Milano
  - Menzione speciale al miglior documentario[2]